# صموئيل زياس
صموئيل زياس (بالإنجليزية: Samuel Zayas)‏ (16 فبراير 1987 في جمهورية الدومينيكان - ) هو لاعب كرة قدم دومينيكي في مركز الوسط. شارك مع منتخب جمهورية الدومينيكان لكرة القدم. أما مع النوادي، فقد لعب مع FC Breitenrain Bern ‏ وCibao FC ‏ ونادي غرينشين ‏ وFC Solothurn ‏.

## وصلات خارجية
- صموئيل زياس على موقع قاعدة بيانات كرة القدم.إي يو (الإنجليزية)
- صموئيل زياس على موقع ناشيونال فوتبول تيمز (الإنجليزية)